# Rukobe
Rukobe är ett vattendrag i Burundi.   Det ligger i provinsen Mwaro, i den centrala delen av landet, 50 kilometer sydost om huvudstaden Bujumbura.
Omgivningarna runt Rukobe är en mosaik av jordbruksmark och naturlig växtlighet. Runt Rukobe är det ganska tätbefolkat, med 166 invånare per kvadratkilometer.